# Satu Pöntiö
Satu Pöntiö (* 20. April 1973) ist eine ehemalige finnische Biathletin.
Satu Pöntiö gab ihr internationales Debüt bei einem Rennen im Biathlon-Weltcup 1993 in Kontiolahti, wo sie 71. eines Einzels wurde. Es sollte ihr einziges Rennen in der höchsten Rennklasse des Biathlonsports bleiben. Sie hatte ihren größten internationalen Erfolg mit dem Gewinn der Bronzemedaille im Staffelrennen der Biathlon-Europameisterschaften 1998 in Minsk an der Seite von Anna-Liisa Rasi und Annukka Mallat. 2001 trat sie in Haute-Maurienne erneut bei den Europameisterschaften an und wurde 25. des Einzels, 45. des Sprints, 33. der Verfolgung und mit Maija Halopainen, Anna-Liisa Rasi und Pirjo Urpilainen Staffel-Achte.

## Platzierungen im Biathlon-Weltcup
Die Tabelle zeigt alle Platzierungen (je nach Austragungsjahr einschließlich Olympische Spiele und Weltmeisterschaften).
- 1.–3. Platz: Anzahl der Podiumsplatzierungen
- Top 10: Anzahl der Platzierungen unter den ersten zehn (einschließlich Podium)
- Punkteränge: Anzahl der Platzierungen innerhalb der Punkteränge (einschließlich Podium und Top 10)
- Starts: Anzahl gelaufener Rennen in der jeweiligen Disziplin

| Platzierung                              | Einzel | Sprint | Verfolgung | Massenstart | Staffel | Gesamt |
| ---------------------------------------- | ------ | ------ | ---------- | ----------- | ------- | ------ |
| 1. Platz                                 |        |        |            |             |         |        |
| 2. Platz                                 |        |        |            |             |         |        |
| 3. Platz                                 |        |        |            |             |         |        |
| Top 10                                   |        |        |            |             |         |        |
| Punkteränge                              |        |        |            |             |         |        |
| Starts                                   | 1      |        |            |             |         | 1      |
| Stand: Karriereende, Daten wohl komplett |        |        |            |             |         |        |